# 슬라브고로드 (알타이 변경주)

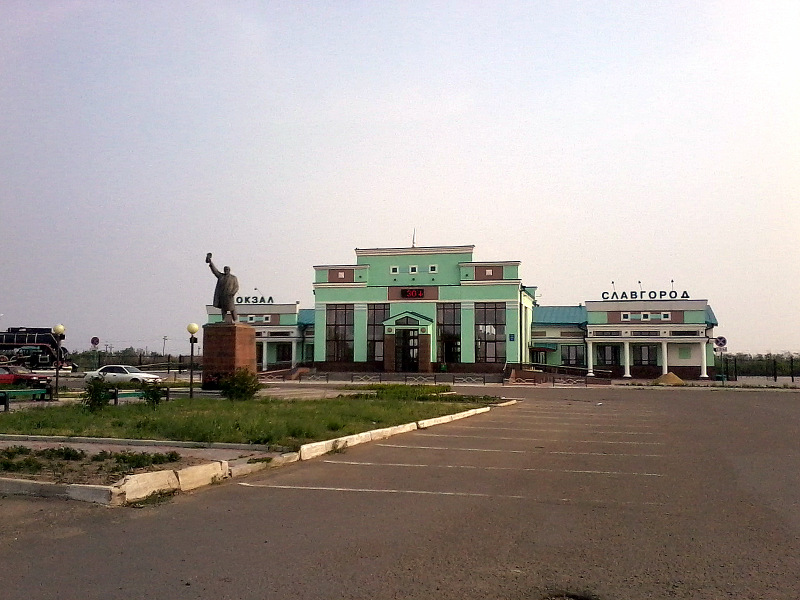
슬라브고로드 철도역

슬라브고로드(러시아어: Сла́вгород)는 러시아 알타이 변경주의 도시이다. 인구: 32,389 (2010년 인구 조사); 34,335 (2002년 인구 조사); 34,864 (1989년 인구 조사); 48,000 (1975).